# Supercopa de El Salvador 2025
La Supercopa de El Salvador 2025 fue la edición III de la Supercopa de El Salvador. Esta edición fue disputada por el antecesor del campeón del Apertura 2024, Club Deportivo Hércules y el campeón del Clausura 2025, Alianza Futbol Club.

## Sistema de competición
Disputarán la Supercopa 2025 el campeón de la Apertura 2024, Club Deportivo Hércules, y el campeón del Clausura 2025, Alianza Futbol Club.
El Club vencedor de la Supercopa será aquel que en el partido anote el mayor número de goles. Si al término del tiempo reglamentario el partido está empatado, se procederá a punto penal hasta que resulte un vencedor

## Información de los equipos
| Equipo      | Entrenador      | Estadio                          | Ciudad/Departamento |
| ----------- | --------------- | -------------------------------- | ------------------- |
| CD Hercules | Gabriel Alvarez | Estadio Cuscatlán                | San Salvador        |
| Alianza FC  | Ernesto Corti   | Estadio Jorge El Mágico Gonzales | San Salvador        |

## Partido
| 16 de julio de 2025, 19:15 (UTC-4) | Alianza Fútbol Club | 1 - 2   | Club Deportivo Hércules           | Estadio Cuscatlán, San Salvador |  |
|                                    | 11' Carlos Salazar  | Reporte | José Posada 9' · Cesar Flores 22' |                                 |  |

|                              |
|                              |
| Campeón Hércules 1.er título |